# Automotrice à vapeur
Ne doit pas être confondu avec Automotrice à vapeur sans foyer.

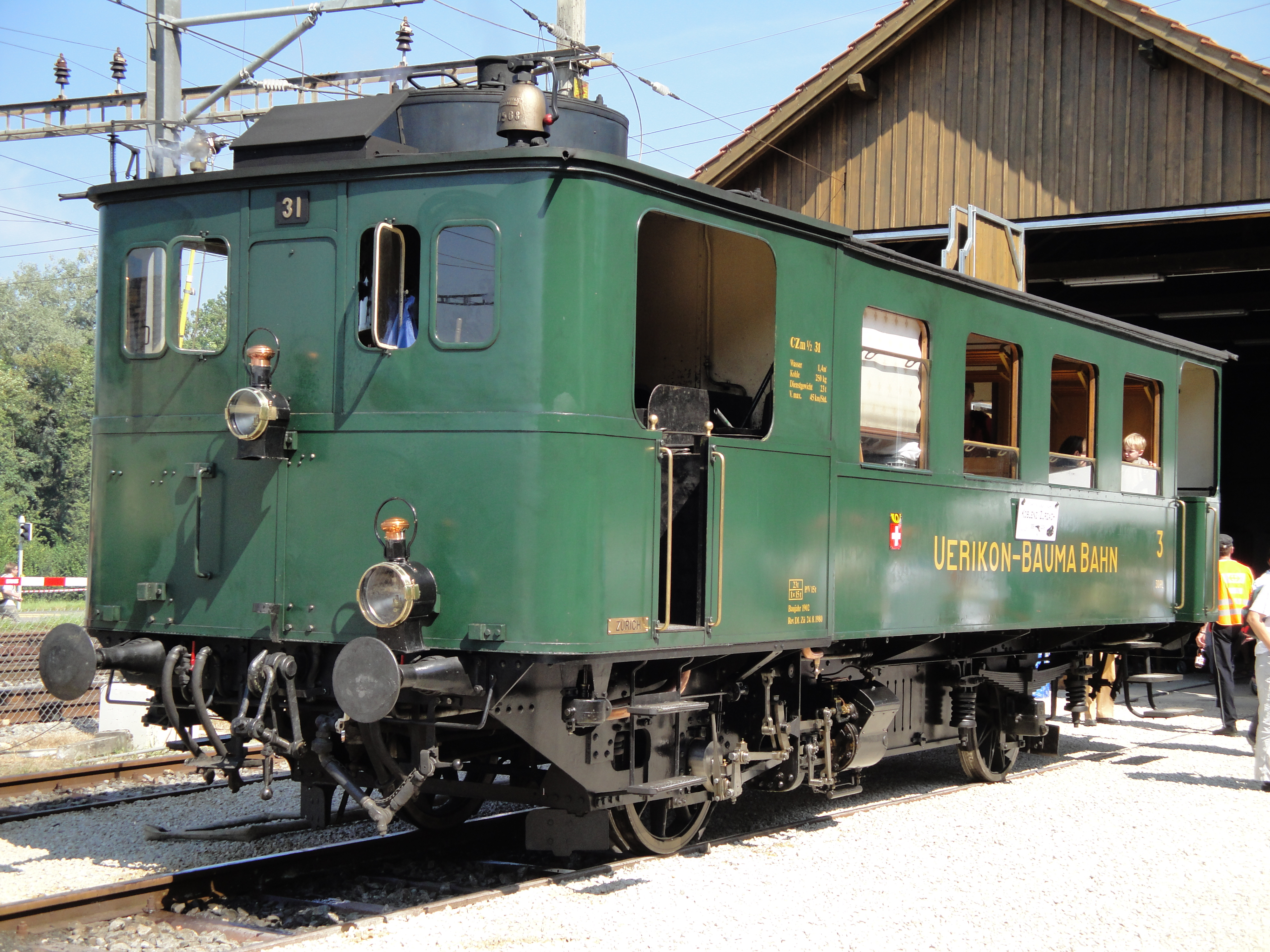
L‘automotrice à vapeur CZm 1/2 31 de l'ancien UeBB en Suisse, 2009

Une automotrice à vapeur est une automotrice motorisée par une machine à vapeur.

## Histoire
Ce sont les ancêtres des autorails, qui eux utilisent des moteurs à explosion.

## Galerie de photos

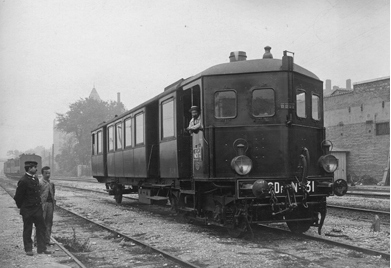
Automotrice articulée VACDf 31 du PLM, 1906.
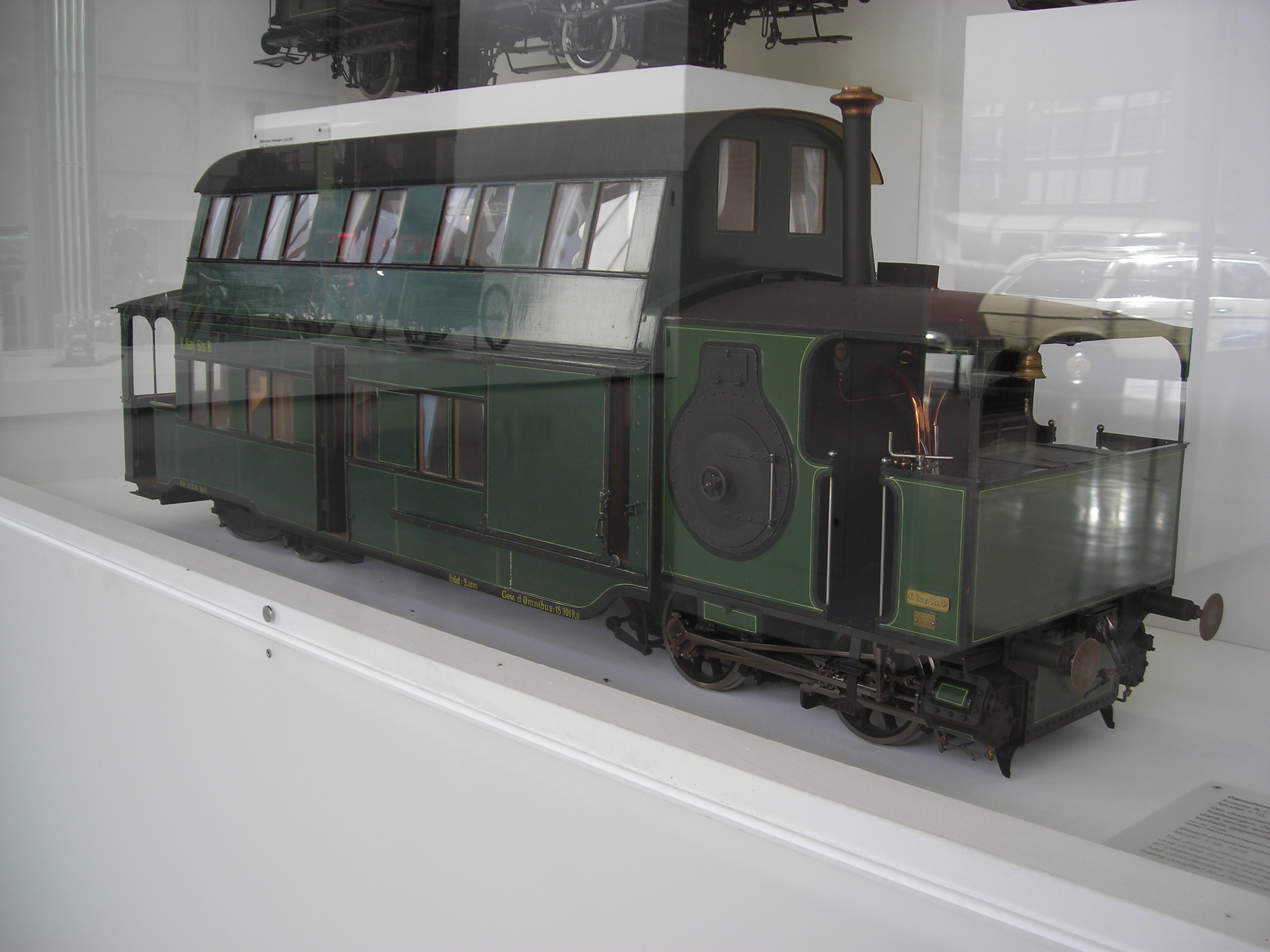
Automotrice à deux niveaux de la société Krauss en 1882 pour les Chemins de fer royaux bavarois.
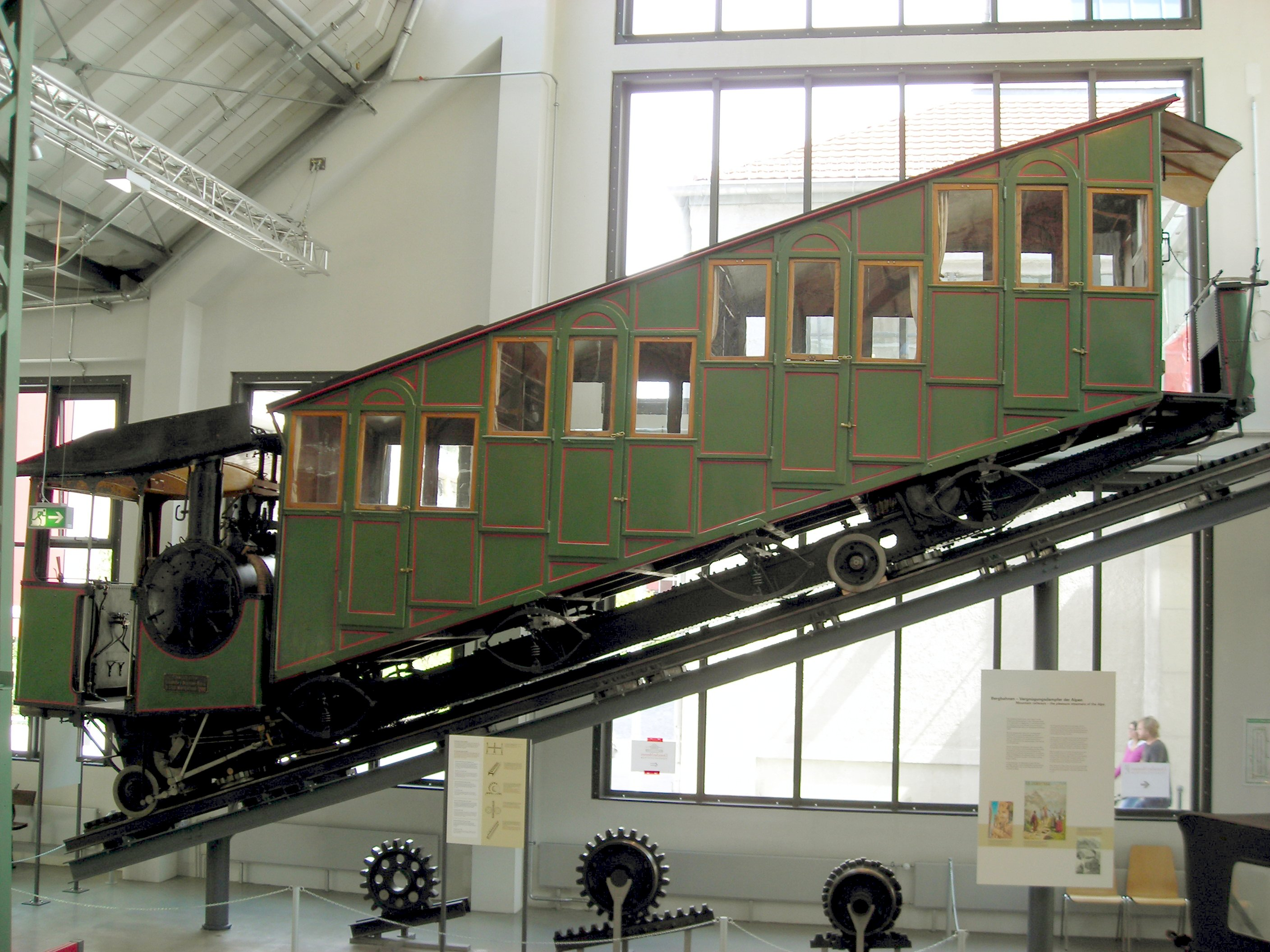
Automotrice à vapeur à crémaillère du Pilatusbahn, Suisse, 1900.
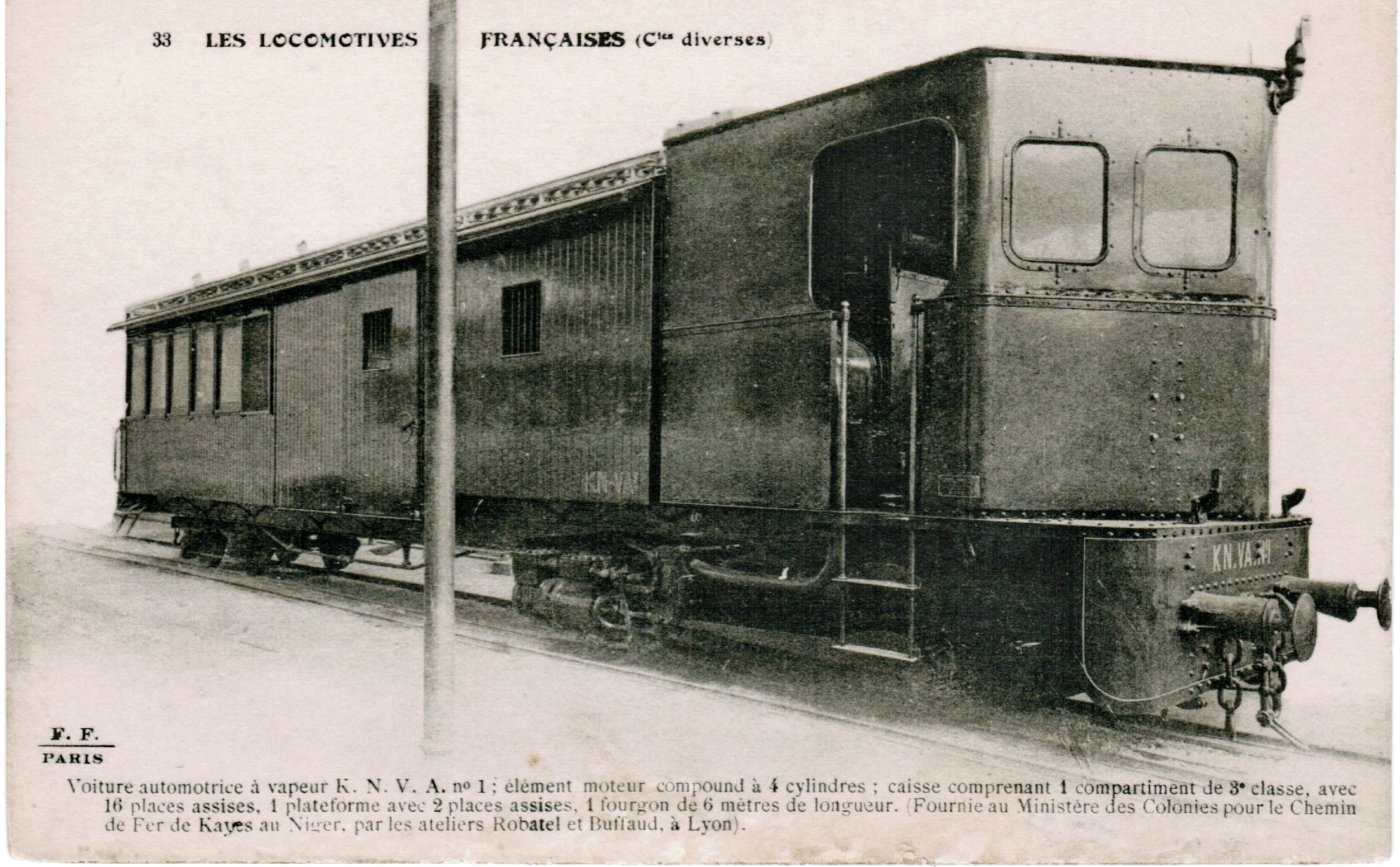
Voiture automotrice à vapeur n° 1 du KNVA au Mali.